# The Reef: Stalked
The Reef: Stalked ist ein australischer Tierhorrorfilm von Regisseur und Drehbuchautor Andrew Traucki, der am 28. Juli 2022 in die australischen Kinos kam und in Deutschland am 30. September 2022 als Direct-to-Video erschien. Es handelt sich um eine Fortsetzung zu The Reef – Schwimm um dein Leben aus dem Jahr 2010, in der Teressa Liane, Saskia Archer und Ann Truong die Hauptrollen übernahmen.

## Handlung
Nach einem Hilferuf findet Nic den leblosen Körper ihrer älteren Schwester Cath in der Badewanne ihres Hauses vor, wo die junge Frau von ihrem Freund Greg ertränkt wurde. Bereits am nächsten Tag lässt Nic daraufhin ihr altes Leben samt kleiner Schwester Annie hinter sich und bricht zu einer Weltreise auf, um ihre Trauer zu verarbeiten. Neun Monate später reist Nic nach Papua-Neuguinea, wo sie sich mit Annie sowie ihren Freundinnen Jodie und Lisa trifft und zu einer dreitägigen Seekajakfahrt aufbricht. Bei einer Pause zum Speerfischen wird Annie erstmals auf einen Hai aufmerksam, der seine Kreise um die Gruppe zieht, die vier Frauen zunächst allerdings in Ruhe lässt.
Nic wird von Erinnerungen an Cath geplagt und traut sich nicht mehr, unter Wasser zu tauchen. Gemeinsam mit Jodie entschließt sie sich daher dazu, zu einer nahegelegenen Insel vorauszufahren, um den gefangenen Fisch fürs Abendessen vorzubereiten. Die zurückgefallenen Annie und Lisa werden gleichzeitig vom Hai angegriffen, der ihre Kajaks rammt, die beiden Frauen so ins Wasser befördert und Lisa frisst. Nic und Jodie, die den Angriff aus der Ferne mitbekommen haben, eilen Annie zu Hilfe und können sie zurück auf ihr Paddelboot befördern.
Aus der Ferne entdecken die drei Frauen im Wasser spielende Kinder vor dem Ufer der Insel, welche sie vor dem Hai warnen wollen. Ihr Rettungsversuche kommen jedoch zu spät und der Hai greift das junge Mädchen Demi an, das schwer verwundet von Jodie auf ihr Kajak gerettet werden kann. Auf der Insel treffen die drei Taucherinnen auch auf die beiden Mütter der Kinder, doch es gibt weder Telefon noch Internet, um Hilfe rufen zu können. Annie möchte mit dem Motorboot der Mütter zur nächsten Insel fahren, doch Nic hält den Plan für keine gute Idee, da das Fahrzeug nur wenig wassertauglich wirkt. Trotz aller Bedenken beharrt Annie auf ihrem Vorschlag, wodurch Nic der Fahrt widerwillig zustimmen muss. Um das Motorboot zu stabilisieren, befestigen die drei Frauen ihre Kajaks an den Seiten.
Auf halber Strecke zur nächsten Insel versagt der Motor des Bootes und Wasser läuft in den Rumpf. In der angespannten Situation hält Annie ihrer Schwester vor, sie nach dem Tod von Cath im Stich gelassen zu haben, doch als sie von Nic nach einem weiteren Angriff vor dem Hai gerettet wird, versöhnen sich beide wieder miteinander. Um das Tier zu fangen, schmieden die drei Frauen den Plan, den gefangenen Fisch am Anker des Motorbootes zu befestigen, das Tier so zu ködern und zu töten. Der Plan scheint zunächst zu gelingen, doch der Hai greift überraschend ein weiteres Mal an. So holen die drei zu ihrem finalen Schlag aus und fangen das Tier mit einem Fischernetz. Als Annie zu ertrinken droht, kann Nic das Tier mit einer Machete töten und ihre Schwester aus dem Netz befreien. Die drei Überlebenden paddeln bis zur nächsten Insel, wo sie Hilfe verständigen können.
Einige Zeit später konnte sich Demi von ihren Verletzungen erholen. Nic, Annie und Jodie besuchen gemeinsam den Strand, wo sie einen Gedenkstein für Cath und Lisa errichtet haben.

## Produktion

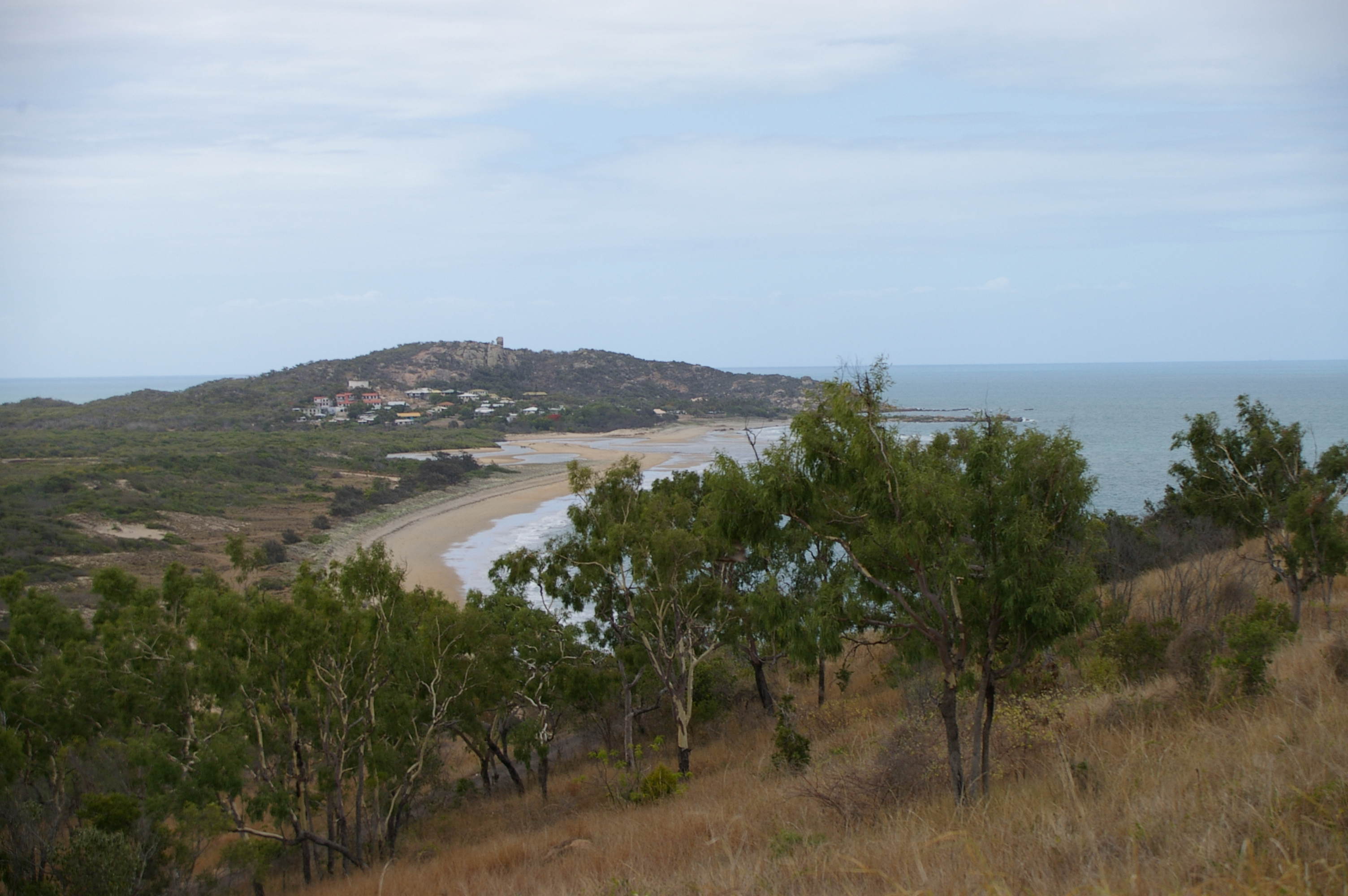
Bowen, Queensland samt Strand

Über zehn Jahre nach dem Erfolg des Low Budget-Tierhorrorfilms The Reef – Schwimm um dein Leben wurde im November 2020 die Produktion einer Fortsetzung bekannt, die unter dem Titel The Reef: Stalked eine eigenständige Geschichte erzählen sollte. Die Regie verantwortete erneut der Australier Andrew Traucki, der auch das Drehbuch schrieb, während Michael Robertson und Neal Kingston von Thrills & Spills das Werk für AMP Films produzierten. Für die Finanzierung konnte das in Los Angeles ansässige Unternehmen Filmology Finance gewonnen werden. Die Besetzung des Survival-Thrillers umfasste die Schauspielerinnen Teressa Liane, Saskia Archer, Ann Truong und Kate Lister. Hauptdarstellerin Liane beschäftigte sich für den Film intensiv mit den Themen PTSD, Trauma und häusliche Gewalt, um ihre Rolle glaubwürdig verkörpern zu können.
In Vorbereitung auf die Dreharbeiten nahmen alle vier Hauptdarstellerinnen an einem einwöchigen Kajaktraining teil. Die sechswöchigen Filmaufnahmen mit Kameramann Justin Brickle erfolgten ab Juni 2021 in der australischen Kleinstadt Bowen, wo bereits Teile des Originalfilms gedreht wurden, und auf den vor der Küste gelegenen Whitsunday Islands. Im Gegensatz zu The Reef, bei dem ausschließlich echtes Bildmaterial von Haien zum Einsatz kamen, verwendeten die Filmemacher für die Fortsetzung eine Mischung aus realen Naturaufnahmen und einem drei Meter langen Animatronic-Hai, mit dem in einem Pool in Mullumbimby gedreht wurde. Für Filmaufnahmen im offenen Meer kamen hingegen nur separate Finnen und Haiköpfe zum Einsatz.
Im Mai 2022 sicherten sich die zu AMC Networks gehörenden RLJE Films und der Streamingdienst Shudder die nordamerikanischen Vertriebsrechte. Ein Trailer zum Film wurde am 30. Juni 2022 veröffentlicht. The Reef: Stalked lief am 29. Juli 2022 in den US-amerikanischen Kinos an und wurde am selben Tag auch digital veröffentlicht. In Deutschland war der Film ab dem 30. September 2022 als DVD und Blu-ray erhältlich. Die deutsche Free-TV-Premiere erfolgte am 3. August 2025 auf Tele 5 anlässlich des „Shark Weekend“.

## Synchronisation
Die deutschsprachige Synchronisation entstand nach einem Dialogbuch und unter der Dialogregie von Angelika Scharf bei Synch! Synch!.
| Rolle   | Darsteller       | Synchronsprecher |
| ------- | ---------------- | ---------------- |
| Nic     | Teressa Liane    | Linda Fölster    |
| Annie   | Saskia Archer    | Jana Dunja Gries |
| Jodie   | Ann Truong       | Franciska Friede |
| Lisa    | Kate Lister      | Maria Wardzinska |
| Greg    | Tim Ross         | Martin Sabel     |
| Demi    | Eva Mocke-Kanaki | Polli Leuner     |
| Tara    | Wendy Mocke      | Dagmar Dreke     |
| Betty   | Sophie Naime     | Angelika Scharf  |
| Winston | Barney Ling      | Carl Wolfram     |

## Rezeption
The Reef: Stalked konnte 68 % der 22 bei Rotten Tomatoes gelisteten Kritiker überzeugen und bekam dabei eine durchschnittliche Bewertung von 5,6 von 10 Punkten. Bei Metacritic erhielt der Film basierend auf vier Rezensionen einen Metascore von 41 von 100 möglichen Punkten.
Zu einem überwiegend positiven Urteil gelangt Noel Murray von der Los Angeles Times, für den die eigenständige Handlung wie im Vorgängerfilm wie ein kleines Puzzle aufgebaut sei. Einige tiefsinnige Gespräche würden das Erzähltempo zwischenzeitlich zwar verlangsamen und auch die Action sowie die Haieffekte seien nicht mehr so gut wie noch in The Reef, doch insgesamt halte die Fortsetzung, was sie verspreche.
Zu einem durchwachsenen Urteil gelangt hingegen Matt Donato von IGN, für den The Reef: Stalked allenfalls ein mittelmäßiger Hai-Horrorfilm sei. Nachdem die grundlegenden Figurendynamik eingeführt wurde, könne der Zuschauer die Kajaktour der Freundinnen anfangs durchaus genießen. Regisseur Andrew Traucki versuche dabei zwar, eine emotionale Geschichte abseits des Haihorrors einzubauen, doch eine Verbindung zwischen der Bedrohung und den plumpen Metaphern über Traumata und PTSD komme nie zustande. Stattdessen seien die sporadischen Haiangriffe unzusammenhängend, während die Geschichte gleichzeitig immer dünner werde. Die Naturaufnahmen der Tiere würden kaum zur künstlichen Umgebung des restlichen Films passen und auch die visuellen Effekte seien schlecht. The Reef: Stalked habe nichts Außergewöhnliches zu bieten, besitze keine erinnerungswürdigen Kämpfe und sei langweilig und nicht gruselig.
Enttäuscht zeigt sich auch Leslie Felperin vom Guardian, für die The Reef: Stalked trotz einiger Spannungsmomente zu sehr auf das Altbekannte setzte. So werde dieselbe Prämisse wie bereits im Vorgängerfilm The Reef auch in der Fortsetzung erzählt, nur mit einer anderen Besetzung. Spannungsgeladene Musik werden zunehmend abgedroschener, Regisseur Traucki setzte zu oft auf langweilige Jump-Scares und insgesamt gebe es zu viele Szenen, in denen einfach nichts passiere.
Die weltweiten Einnahmen aus Kinovorführungen belaufen sich auf 1,34 Millionen US-Dollar.
Die Filmmusik von Mark Smythe wurde bei den World Soundtrack Awards 2023 für den Publikumspreis nominiert.